# San Miguel County (Colorado)
San Miguel County je okres ve státě Colorado ve Spojených státech amerických. K roku 2020 zde žilo 8 072  obyvatel. Správním městem okresu je Telluride. Celková rozloha okresu činí 3 337 km2.

## Historie
Okres San Miguel získal svůj španělský název "Svatý Michael" od nedaleké řeky San Miguel. Dne 27. února 1883 byl okres Ouray rozdělen, což vedlo k vytvoření dvou nových okresů: okresu San Miguel a okresu Uncompahgre. Část okresu San Miguel si ponechala původní název Ouray County, zatímco nově vytvořená část byla pojmenována Uncompahgre County. Toto rozdělení přineslo vznik dvou samostatných okresů s odlišnými názvy a geografickým rozsahem.
V roce 1903 založili těžební operátoři v horské oblasti San Juan v Coloradu San Juan District Mining Association (SJDMA) jako přímý důsledek návrhu Západní federace horníků Telluride Mining Association na osmihodinový pracovní den. Tento návrh byl schválen v referendu 72 procenty coloradských voličů. Nová asociace posílila moc třiceti šesti těžebních nemovitostí v okresech San Miguel, Ouray a San Juan. SJDMA odmítla uvažovat o jakémkoliv zkrácení pracovní doby nebo zvýšení mezd, což vedlo k vyprovokování ostré stávky.
V roce 1875 byla poblíž Telluride objevena pašerácká zlatá žíla. Doly Smuggler-Union, Tomboy a Liberty Bell dohromady vyprodukovaly v roce 1920 více než sto tun zlata, což bylo třetí největší množství ve státě Colorado.